# Campbellton (Florida)
Campbellton è un comune degli Stati Uniti d'America, situato in Florida, nella contea di Jackson.